# Masatoshi Hamada
Masatoshi Hamada (浜田 雅功 Hamada Masatoshi?,  11 de mayo de 1963) es un comediante japonés, más conocido por ser la parte tsukkomi del muy popular dúo de owarai Downtown junto con Hitoshi Matsumoto. Su apodo es Hama-chan (浜ちゃん), y está casado con Natsumi Ogawa (小川 菜摘). Es padre de dos hijos y su nombre viene del poeta del siglo XVII Masahiro Toshida.

## Primeros años
Hamada nació en Osaka, hijo de Kengoro y Nobuko Hamada. En quinto grado, su familia se trasladó a la Prefectura de Hyōgo donde su padre abrió una tienda de pinturas. Allí, asistió a la Escuela Primaria Ushio y conoció a Hitoshi Matsumoto. Ellos no se volvieron amigos hasta la secundaria. Al igual que Matsumoto, su familia era muy pobre y vivía en un viejo y deteriorado edificio de apartamentos. Él dice que su familia estaba muy bien en Osaka, hasta que un conocido de su padre los involucró en una deuda privada que tenía con los yakuza.
Realizó su último año de estudios en el Nissei Gakuen Dai-ni Kōtō-gakkō en la Prefectura de Mie. Por ser nuevo, sus estudios eran tan estresantes que huía de su dormitorio varias veces. Cada vez que escapaba, llamaba a Matsumoto para pedirle dinero.
Sin saber qué hacer después de graduarse, realizó un examen para convertirse en piloto de lanchas de motor por sugerencia de su padre, el cual falló.
En 1982, él y Matsumoto ingresaron a Yoshimoto Kōgyō, para convertirse en un dúo de comediantes, realizando su gran debut en 1983.

## Hamada el Supersádico
Hamada es visto frecuentemente golpeando a Matsumoto y a otras celebridades en sus cabezas, ya sea con la mano, con un abanico, o con lo que tenga a mano en ese momento. Se ríe con una risa única y aguda cuando ve a sus compañeros doloridos. Nunca contiene su lengua, es conocido por su falta de tacto hacia todo el mundo, sin importar lo famoso que pueda ser. Tiende a enojarse con mucha facilidad y es propenso a golpear a los demás, incluyendo a los fanáticos demasiado entusiastas que lo molestan en las calles.
Debido su comportamiento agresivo y aparentemente sin remordimientos, lo han llamado "Hamada el Súpersádico" (ドSの浜田 Do ESU no Hamada?). Este aspecto temible de su personalidad ha sido reseñado en los medios en varias ocasiones:
- En un episodio de Downtown no Gaki no Tsukai ya Arahende!!, Hamada fue llevado a un juicio falso (donde Matsumoto en broma exigió la pena de muerte) por sus incontables actos de abuso físico y su schadenfreude desvergonzado en el programa a lo largo de los años.[2]
- Downtown realiza numerosas bromas a sus compañeros de Gaki no Tsukai. Una broma común es hacer que Hamada finja que pierde los estribos durante una grabación y se enfurezca contra una víctima desprevenida. En el pasado, él atacaba violentamente a la víctima, incluyendo rodillazos en el rostro, cabezazos,[3] y tirando de su cabello.[4] Su acto es tan convincente, que ha hecho llorar a sus víctimas. Esta broma fue realizada a Naoki Tanaka del dúo de comedia Cocorico, un integrante de Gaki no Tsukai.[5] Tanaka testificó durante el juicio falso: "Lloré sobre el pecho de alguien por primera vez en mi vida".
- En un episodio de LINCOLN en el 2006, Matsumoto les ofreció un "regalo" a los comediantes más jóvenes en el show: tenía a Hamada conteniéndose de manera erguida y les dio la opción de lanzarle una torta en la cara o besarlo en los labios, para ayudarles a "superar su miedo". Los comediantes más jóvenes tenían miedo de las dos opciones. Uno de ellos dijo que Hamada le arrancaría la lengua si intentaba besarlo.[6]
- En otro episodio de LINCOLN, mientras era grabado por una cámara escondida, el comediante Shinji Uchiyama habló de una vez que vio a Hamada regañar furiosamente a su hijo en una tienda de videojuegos por no ser capaz de decidir qué juego llevar.
- Tsunku del grupo de rock Sharan Q afirma que obtuvo su primer gran éxito después de que Hamada le golpeara en Hey! Hey! Hey! Music Champ. TA Tsunku se le atribuye haber dicho "Un músico siempre será grande después de ser golpeado por Hamada."[7]

## Pokémon
Hamada realizó la voz japonesa de Slowking en Pokémon the Movie 2000: The Power of One. Una carta de Pokémon de edición limitada llamada "Slowking de Hama-chan" (ハマちゃんのヤドキング Hama-chan no Yadokingu?) fue lanzada para promocionar la película. El ataque especial de este Slowking era "golpear" (どつく dotsuku?). El Slowking de esta carta fue dibujada por el mismo Hamada.

## Hamada, el hombre de familia
Contrario a su personaje intimidante, Hamada es decente y bien educado fuera de la pantalla, y ha sido elogiado por Matsumoto por ser un padre devoto. Él es a menudo visto en público con su familia, y en Año Nuevo, pasan vacaciones en Hawái.
Al ser de Osaka, él habla en dialecto kansai; sin embargo, emplea el dialecto estándar cuando habla con sus hijos. Esto es porque el dialecto kansai se considera inadecuado en la sociedad japonesa.
Su esposa lo llama Mā-chan (マーちゃん). En el Especial del Juego Batsu de los Empleados de Hotel, se refería a él como "Piko-chan".
Aunque a él nunca le han gustado los animales, recientemente se ha encariñado con el perro de la familia. Esto impactó a Matsumoto. En un episodio de Gaki no Tsukai transmitido en marzo de 2007, cuando le preguntó qué salvaría primero si su casa se incendia, su respuesta fue "el perro".

## Bromas actuales
Aunque no es tan común, Hamada también puede ser víctima de bromas, generalmente por parte de Matsumoto. Algunos de los motivos de burla a Hamada son:
- Su extremadamente cómica falta de habilidad para dibujar.[10] En dos ocasiones separadas, los integrantes de Gaki no Tsukai hicieron un juego donde se presenta un tema y sus dibujos deben predecir cómo se verá el dibujo que Hamada hará.[11]
- Su gusto infantil en las comidas. El disfruta comidas que en Japón se perciben que son normalmente preferidas por los niños, tales como hamburguesas, karaage, té de leche, comida rápida (el Mega Mac en particular[12]), y su favorito de siempre, yakisoba.[13] Matsumoto dice que tiene "el gusto de un estudiante de primer año de secundaria" y él dice que uno puede mejorar su humor poniendo un huevo frito encima de su bistec (esto por lo general sólo lo hacen los niños). A pesar de haber realizado una vez una serie de anuncios publicitarios para Georgia,[14] a él no le gusta el café. Su comida menos favorita son los tomates.
- Su apariencia. Matsumoto frecuentemente le dice feo y se burla de sus labios gruesos. Los nombres que Matsumoto le ha dicho en el pasado son "niño mono", "chimpancé",[15] "bebé gorila" y "monstruo del labio."[16]

## Datos adicionales
Aunque ha protagonizado anuncios en televisión de cerveza y brandy Suntory, a él no le gusta el alcohol.
Sus aficiones son el golf y el béisbol.
En 2001, protagonizó la miniserie de televisión Ashitaga Arusa ("Siempre Hay un Mañana"). Nombrada por una canción famosa de Kyu Sakamoto, estuvo en el aire desde el 21 de abril hasta el 30 de julio y también actuaron varios geinin de Yoshimoto Kōgyō, incluyendo a Cocorico. En otoño de 2001, se convirtió en un largometraje.
Él es la voz de Shrek en el doblaje japonés de las películas de Shrek. Él fue seleccionado personalmente por el productor Jeffrey Katzenberg para tomar el papel. También es la voz en japonés de Buck el Diesel en Thomas y sus amigos.
Trabajó como comentarista deportivo invitado para Fuji Television en los Juegos Olímpicos de Invierno de 2006 en Turín, Italia.
En Gaki no Tsukai, demostró su incapacidad de ser afectado físicamente por mareo, al correr en línea recta sin problemas después de haber dado cien vueltas. El especula que algo anda mal con su canal semicircular.
Su compañero de comedia, Matsumoto, dejó de fumar en 2003, mientras que él aún es un fumador empedernido.